# Djenné

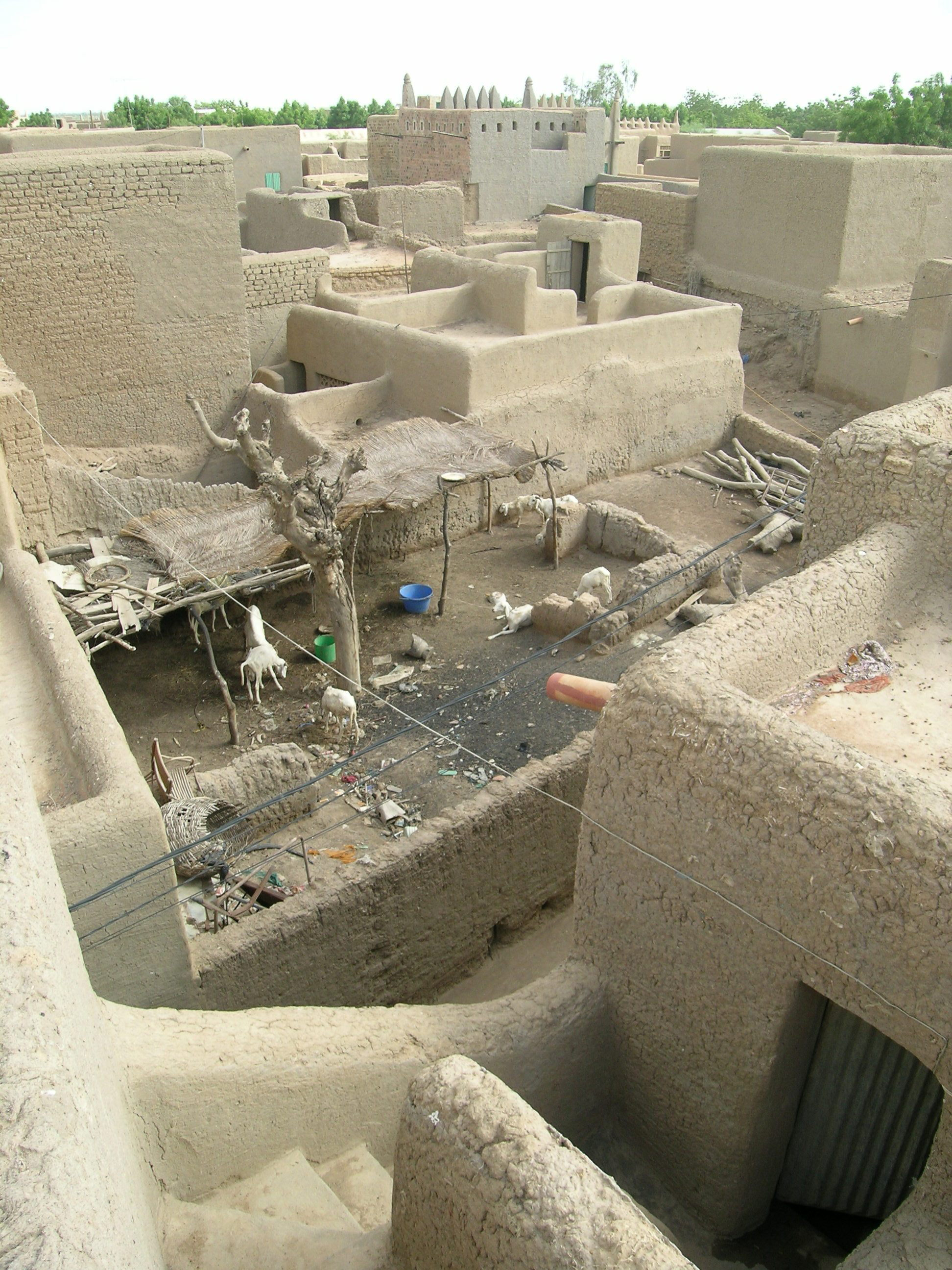
Mehrstöckige Lehmbauten der Stadt Djenné

Djenné [dʒəˡneː] ist eine Stadt in der Region Mopti in Mali mit 32.944 Einwohnern (Zensus 2009)
Djenné liegt in der Massina, einer 40.000 km² großen Niederung mit Binnendelta des Niger und des Bani. Die Stadt selbst liegt auf einer 88 ha großen Insel, umspült von einem Seitenarm des Bani, die bei Niedrigwasser durch eine Furt und einen Damm und bei Hochwasser mit einer Fähre erreicht werden kann. Die nächsten Städte sind San (150 km) und die Hauptstadt Bamako (390 km) im Südwesten, Mopti (130 km) und Timbuktu (350 km) im Nordosten.
Obwohl eher klein, ist Djenné eine der bekanntesten Städte im Nigerbinnendelta und stellt das Zentrum der mittelalterlichen Lehmarchitektur im Obernigergebiet dar. Die berühmte Große Moschee, die mittelalterlichen Bürgerpaläste und die traditionsreichen Koranschulen erinnern bis heute an die ehemalige kulturelle Hochzeit des Mali- und Songhay-Reiches.
Etwa 2000 Gebäude in Lehmbauweise existieren heute noch in der Altstadt.

## Geschichte
Aus dem Westen eingewanderte Soninke gründeten um das Jahr 800 Djenné auf den Fundamenten einer früheren Siedlung von Bozo-Fischern. Ein größerer Ausbau der Stadt fand im 13. Jahrhundert statt, nachdem Soninke-Flüchtlinge aus dem untergegangenen Ghana-Reich in Richtung Niger zogen und sich in Djenné ansiedelten.
Djenné blieb lange ein Zentrum der traditionellen Religion, obwohl das Umfeld immer mehr vom Islam geprägt wurde. Im 13. und 14. Jahrhundert setzte eine langsame Islamisierung durch zugewanderte Kaufleute aus Mali und Nordafrika ein. Etwa in dieser Zeit wurde die Stadt von dem etwa 3 km südöstlich gelegenen Djenne-Djeno an ihren jetzigen Standort verlegt.
Um das Jahr 1300 trat der König von Djenné, Kanboro, zum Islam über und veranlasste den Bau einer ersten großen Lehmmoschee. Kanboro versuchte, durch die Ansiedelung vieler neuer Bewohner in der Stadt und dem entstehenden Handel die Wirtschaft zu beleben. Da das Mali-Reich (dessen Oberhoheit Djenné unterstand) im 14. Jahrhundert eine Phase von langanhaltender politischer Stabilität genoss, wurde ein ungestörter Handelsaustausch zwischen den Städten und Dörfern im Nigerbinnendelta möglich. Nachdem Timbuktu durch Mali erobert wurde, entstand eine Jahrhunderte anhaltende wirtschaftliche Verbindung zwischen den beiden Städten. Djenné versorgte Timbuktu mit Produkten aus der tropischen Waldzone und den Savannen (z. B. Lebensmittel, Gold und Sklaven). Aus Timbuktu kamen im Gegenzug saharisches Steinsalz, Datteln aus den Sahara-Oasen und nordafrikanische Luxusgüter.
1486 wurde Djenné nach siebenjähriger Belagerung von Sonni Ali dem Großen erobert und gehörte nun zum Songhaireich. Die wirtschaftliche und kulturelle Entwicklung von Djenné hielt an. Unter anderem entstand in der Songhai-Zeit eine Vorgängerin der heutigen Großen Lehmmoschee, die sudanische Lehmarchitektur mit den prächtigen Bürgerhäusern erreichte um diese Zeit ihren Höhepunkt.
Nach der Eroberung des Songhayreiches durch die Marokkaner blieb Djenné zwar noch einige Zeit eine wohlhabende Stadt, doch der Zusammenbruch des westlichen Transsahara-Handels führte zu einem Rückgang ihrer Bedeutung. Die Hauptkarawanenstrecke verlief nun weiter östlich, von Bornu nach Tripolis.
In der Regierungszeit von Seku Ahmadou, einem radikal islamischen Führer der Fulbe von Massina, geriet die Stadt in eine Krise. Ahmadou wollte einen straff verwalteten Gottesstaat schaffen, ein reiner Islam sollte das Leben bestimmen. Unter anderem ließ er 1830 die Moschee aus der Songhai-Zeit und viele kleinere Moscheen niederreißen, da die Marabouts nicht dem „reinen“ Islam folgten. An Stelle der alten Gotteshäuser traten neue, weniger geschmückte Bauwerke.
Zu Beginn der französischen Kolonialzeit, im Jahr 1907, wurde eine neue Große Moschee errichtet, die dem traditionellen, sudanischen Stil folgt und bis heute ein architektonisches Meisterwerk darstellt. Das Bauwerk wurde teilweise vom französischen Staat finanziert, womit bezweckt wurde, dass sich die einflussreiche Schicht der Korangelehrten dem Kolonialherren gegenüber loyal verhielt.

## Sehenswürdigkeiten

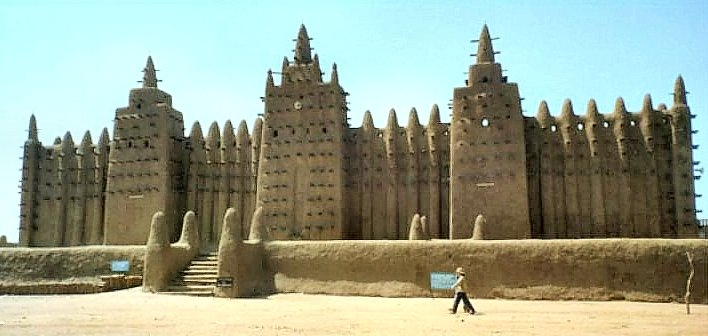
Große Moschee von Djenné.

Wahrzeichen der Stadt ist die große, ebenfalls vollständig aus Lehm gebaute Große Moschee von Djenné (errichtet um 1907) direkt am großen Marktplatz, auf dem jeden Montag ein großer traditioneller Markt stattfindet. Nach jeder Regenzeit wird das Gebäude unter Beteiligung vieler Einwohner neu verputzt. Sie ist das größte Lehmbauwerk der Welt im Sudan-Lehmbaustil und bietet Platz für mehr als 2000 Gläubige.

### UNESCO-Weltkulturerbe
Die Altstadt Djennés wurde im Jahre 1988 von der UNESCO zum Weltkulturerbe erklärt. Im Jahr 2012 erschien in Genf eine Sonderbriefmarke der Vereinten Nationen mit dem Motiv der Altstadt.
Geschützt sind auch die Ausgrabungsstätten auf den ebenfalls aus den Hochwasserfluten ragenden Hügeln (Tougéré) Djeno, Kaniana, Tonomba und Hambarketolo. Seit 2016 hat die UNESCO die Altstadt jedoch auf die Rote Liste des bedrohten Welterbes gesetzt, weil Verschlechterung des Baumaterials, Urbanisierung und die Erosion der Stätte bei gleichzeitiger allgemeiner Unsicherheit die Anlage gefährden.
| UNESCO-ID | Offizieller Name                  | Region                            | Koordinaten                       | Fläche in Hektar                  | Bemerkung                         | Bild                              |
| --------- | --------------------------------- | --------------------------------- | --------------------------------- | --------------------------------- | --------------------------------- | --------------------------------- |
| ML-116rev | „Altstädte von Djenné“ (1988) (R) | „Altstädte von Djenné“ (1988) (R) | „Altstädte von Djenné“ (1988) (R) | „Altstädte von Djenné“ (1988) (R) | „Altstädte von Djenné“ (1988) (R) | „Altstädte von Djenné“ (1988) (R) |
| 116-001   | Djenne-Djeno (altes Djenné)       | Mopti                             | 13° 53′ 24″ N, 4° 32′ 25″ W       | 33,21                             |                                   |                                   |
| 116-002   | Kaniana                           | Mopti                             | 13° 54′ 50″ N, 4° 34′ 4″ W        | 22,70                             |                                   |                                   |
| 116-003   | Tonomba                           | Mopti                             | 13° 54′ 24″ N, 4° 32′ 52″ W       | 1,23                              |                                   |                                   |
| 116-004   | Djenné                            | Mopti                             | 13° 54′ 20″ N, 4° 33′ 18″ W       | 48,50                             | mit Großer Moschee von Djenné     |                                   |
| 116-005   | Hambarketolo                      | Mopti                             | 13° 53′ 42″ N, 4° 32′ 25″ W       | 14,00                             |                                   |                                   |